# William Van Dijck
William Van Dijck (* 24. Januar 1961 in Löwen) ist ein ehemaliger belgischer 3000-Meter-Hindernisläufer, der 1987 Weltmeisterschaftsbronze gewann.

## Karriere
Van Dijck stellte 1983 seinen ersten belgischen Landesrekord im 3000-Meter-Hindernislauf auf. Ebenfalls 1983 gewann er den ersten seiner neun Landesmeistertitel auf dieser Strecke. Bei den Weltmeisterschaften 1983 in Helsinki schied Van Dijck im Halbfinale aus, genau wie ein Jahr später bei den Olympischen Spielen 1984.
Bei den Europameisterschaften 1986 in Stuttgart kam Van Dijck nach 8:20,19 Minuten als Fünfter ins Ziel. Eine Woche später gewann er beim Memorial Van Damme in Brüssel die Revanche und stellte mit 8:10,01 seinen achten und letzten belgischen Landesrekord auf, der auch zwanzig Jahre danach noch Bestand hatte. Bei den Weltmeisterschaften 1987 in Rom lief der Italiener Francesco Panetta in einem Tempo nahe dem Weltrekord dem Feld auf und davon, das Feld zersplitterte, und die favorisierten Kenianer blieben zurück, während Hagen Melzer Silber hinter Panetta erlief und Van Dijck in 8:12,18 Minuten Bronze gewann. 1988 bei den Olympischen Spielen in Seoul versuchte Panetta eine ähnliche Taktik, konnte sich aber nicht von den Kenianern lösen und brach am Ende ein, Van Dijck lief in 8:13,99 Minuten tapfer mit, konnte am Schluss sogar noch Panetta überholen und belegte den fünften Platz.
Bei den Europameisterschaften 1990 in Split versuchte Van Dijck nicht, der Spitze zu folgen, er gewann zwar den Spurt des Feldes, belegte aber in 8:21,71 Minuten erneut nur den fünften Platz. Es folgten zwei neunte Plätze bei den Weltmeisterschaften 1991 und den Olympischen Spielen 1992. Gegen Ende seiner Karriere gelang van Dijck bei den Europameisterschaften 1994 noch einmal ein Medaillengewinn; in einem reinen Spurtrennen gewannen die Italiener Alessandro Lambruschini und Angelo Carosi Gold und Silber, Van Dijck kam nach 8:24,286 Minuten ins Ziel und erhielt Bronze. 1997 beendete er seine Karriere.
1986 wurde William Van Dijck in Belgien zum Sportler des Jahres gewählt. Bei einer Körpergröße von 1,85 m betrug sein Wettkampfgewicht 65 kg.

## Belgische Meisterschaften
- 3000-Meter-Hindernislauf: 1983, 1985, 1986, 1987, 1988, 1990, 1991, 1992, 1994
- 10.000-Meter-Lauf: 1993
- Waldlauf: 1996

## Bestzeiten
- 3000-Meter-Hindernislauf: 8:10,01 Minuten (1986)
- 3000-Meter-Lauf: 7:45,40 Minuten (1988)
- 5000-Meter-Lauf: 13:23,40 Minuten (1985)
- 10.000-Meter-Lauf: 28:58,75 Minuten (1993)